# Національні символи Канади
Національні символи Канади — це символи, які використовуються в Канаді та за кордоном для представлення країни та її населення. Відомо, що використання кленового листа як канадського символу датується початком 18 століття, і воно зображене на його нинішніх та попередніх прапорах, монетах та на гербі (або королівському гербі). Інші видатні символи включають національний девіз "A Mari Usque Ad Mare" ( від моря до моря), хокей та лакрос, бобер, канадська гуска, канадський кінь, Королівська канадська конна поліція, канадські Скелясті гори,  і нещодавно тотемний стовп та Інуксук. З матеріальних предметів, однозначно визначаються канадськими - канадське пиво, кленовий сироп, канадський тук, каное, нанейм бар, терпке масло і страва з Квебеку путін. Опитування статистики Канади 2013 року показало, що понад 90% канадійців вважають, що Канадійська хартія прав і свобод та національний прапор є головними символами канадійської ідентичності. Наступним найвищим став державний гімн, Королівська канадійська кінна поліція та хокей.
Корона символізує канадійську монархію і розміщується на гербі (використовується парламентаріями та урядовими міністерствами), прапорі генерал-губернатора  гербах багатьох провінцій та територій; бейджах кількох федеральних департаментів, Канадійських збройних сил та Королівського військового коледжу Канади, багатьох полків та інших поліційних сил; на будівлях, а також деяких дорожніх знаках та номерних знаках. Образ королеви з’являється у канадійських урядових будівлях, військових об’єктах та школах; а також на канадійських марках, банкнотах на 20 доларів та всіх монетах .

## Офіційні та фактичні символи
Канада не має квіткової емблеми а кленовий лист, королівський гімн, кінна поліція та Велика печатка є неофіційними символами "де-факто".
| Символ                                | Зображення                              | Примітки |
| ------------------------------------- | --------------------------------------- | --- |
| Національний прапор                   |                                         | Офіційний символ станом на 15 лютого 1965 р.                                                                                 |
| Королівський штандарт                 |                                         | Королівський символ - прийнятий та проголошений королевою Єлизаветою II 1962 року для використання в якості королеви Канади. |
| Віцерегальний штандарт                |                                         | Королівський символ прийнятий 1981 - поточна версія 2005 р.                                                                  |
| Королівська монограма                 |                                         | Королівський символ з 2024 року.                                                                                             |
| Королівський герб                     | Останнє видання 1994 року               | Офіційний символ станом на 21 листопада 1921 р.                                                                              |
| Велика печатка                        |                                         | Фактичний символ з 1867 р. - (поточна версія 14 листопада 1955 р.).                                                          |
| Державний гімн                        | " O Канада "                            | Офіційний з 1 липня 1980 р. (Пісня датується 1880 р.)                                                                        |
| Королівський гімн                     | "God Save the Queen"                    | Фактичний королівський гімн, що датується 1745 роком/                                                                        |
| Девіз                                 | A Mari Usque Ad Mare (Від моря до моря) | Офіційно прийнято 21 листопада 1921 р.                                                                                       |
| Національні кольори                   | Red #ff0000 White #FFFFFF               | Офіційний символ станом на 21 листопада 1921 року за наказом короля Георга V/                                                |
| Національне дерево                    | Клен                                    | Офіційний символ з 1996 року/                                                                                                |
| Додатковий національний символ        | Кленовий листок                         | Фактичний символ з 1700-х років/                                                                                             |
| Національні тварини                   | Бобер                                   | Офіційний символ з 1975 року/                                                                                                |
| Національні тварини                   | Канадський кінь                         | Офіційний символ з 2002 року/                                                                                                |
| Національний спорт                    | Лакросс (літо)                          | Офіційно прийнятий 12 травня 1994 р.                                                                                         |
| Національний спорт                    | Хокей (зима)                            | Офіційно прийнятий 12 травня 1994 р.                                                                                         |
| Національний тартан                   | Кленовий лист тартан                    | Офіційно прийнято 9 березня 2011 р.                                                                                          |
| Королівська канадійська кінна поліція | Королівський канадський офіцер поліції  | Фактичний символ з 1920 р.                                                                                                   |
| Парламентський пагорб                 | Парламентський пагорб                   | Фактично споруджений у 1859–1927                                                                                             |

## Зовнішні посилання
- Канадська спадщина: символи Канади (PDF)